# Хопф, Карл
Карл Герман Фридрих Иоганн Хопф (нем. Carl Hermann Friedrich Johann Hopf; 1832—1873) — немецкий историк; профессор Грайфсвальдского университета.

## Биография
Карл Хопф родился 19 февраля 1832 года в городе Хамме. Учился в Боннском университете, где и защитил в 1852 году докторскую диссертацию по средневековой истории Греции и, в дальнейшем, посвятил этой теме множество исследований.
Был профессором в университете Кенигсберга, затем возглавил кафедру в Грайфсвальдском университете.
Хопф написал много монографий по византийской истории и, кроме того, «Venetobyzantinische Analekten» (Вена, 1859); «Die Einwanderung der Zigeuner in Europa» (Гота, 1870); издал «Historisch-genealogischer Atlas» (Гота, 1858—61). Последний его научный труд «Chroniques gréco-romaines inédites ou peu connues» вышел в Берлине в 1873 году.
Почётный член греческого общества.
Карл Герман Фридрих Иоганн Хопф умер 23 августа 1873 года в городе Висбадене.